# Cá tầm mũi ngắn
Cá tầm mũi ngắn (danh pháp hai phần: Acipenser brevirostrum) là một loài cá tầm. Đây là một cá tầm Bắc Mỹ nhỏ mà có thể được tìm thấy trong 16-19 con sông lớn và hệ thống cửa sông dọc theo bờ biển Đại Tây Dương từ sông Saint John ở New Brunswick, Canada, tới sông St. Johns ở Florida, Hoa Kỳ.
Cá tầm mũi ngắn này đôi khi bị nhầm lẫn với cá tầm Đại Tây Dương chưa trưởng thành, khi trưởng thành chưa có kích thước tương tự như cá tầm Đại Tây Dương còn non. Trước đến 1973, hồ sơ đánh bắt cá thương mại của Mỹ không phân biệt giữa hai loài, cả hai đã được báo cáo dưới tên "cá tầm thông thường".

## Phân loại
Cá tầm mũi ngắn là 1 loài cá tầm thuộc chi Acipenser